# Pilín León (Miss Mundo 1981)
Carmen Josefina León Crespo nació en Maracay, estado Aragua - Venezuela el 19 de mayo de 1963, es una, empresaria, columnista, exmodelo, y ex-reina de belleza venezolana. Ganadora, del Miss Mundo 1981.

## Reseña biográfica
Carmen Josefina León Crespo conocida como Pilín León (original Pilin, sin acento, que fue cambiado por el uso en la ciudad de Caracas) Miss Mundo 1981, nacida en Maracay, Aragua, acudió al Miss Mundo 1981, realizado entre Miami, Florida - EUA (preliminares) y Londres (final) el 12 de noviembre de ese mismo año. Participó con un vestido verde diseñado por la venezolana Piera Ferrari. Durante el desarrollo del certamen con su excelente pasarela y la enorme elegancia cautivó al jurado quienes no dudaron en proclamarla "Reina del Continente Americano" y luego, darle la diadema del Miss mundo en su versión de 1981. Durante su reinado recorrió más de treinta países realizando obras sociales y recaudando dinero para las mismas.
Retorna a su natal Venezuela el 8 de diciembre de 1981 y llega a la Base Aérea Libertador en el estado Aragua donde tuvo un emotivo recibimiento, posteriormente se realizó una rueda de prensa y después recorrió las calles de Maracay junto a Susana Duijm, Miss Mundo 1955.
A terminar su reinado coronó a la dominicana Mariasela Álvarez. Posee una empresa promotora de eventos llamada Pilín León Producciones, C.A.
Pilín, casada con Teodoro Pérez desde 1985, es madre de tres jóvenes uno es Ingeniero Civil, el otro graduado Relaciones Internacionales  y el más joven estudia Ingeniería de Sistemas.
Durante los eventos políticos en Venezuela en el año 2002 Pilín León reaparece en la palestra pública por presentar un importante oposición al gobierno del Presidente Hugo Chávez Frías.
Uno de los tanqueros propiedad de PDV-MARINA que fueron bautizados con nombres de misses venezolanas, entre ellos el Pilin León fue objeto de un secuestro por parte de la tripulación Opositora al presidente Chávez. Esta se declaró en rebeldía y fondeó el buque en el canal de navegación del lago de Maracaibo durante el paro petrolero de 2002-2003.
En la actualidad reside en la ciudad de Barranquilla, Colombia, donde hace parte de la gran comunidad venezolana que vive en la ciudad y donde fundó y preside la asociación Venezolanos en Barranquilla, que ayuda a los migrantes y refugiados procedentes de Venezuela desde el año 2013

## Características físicas
- Estatura 180 cm.
- Medidas 90-60-90 cm.
- Piel: Canela Clara
- Ojos: Marrones
- Cabello: Castaño

## Participación en el Miss Venezuela 1981
Participantes
| - Miss Amazonas - Maricel Aizpúrua Laguna - Miss Apure - Norys Silva Correa - Miss Aragua - Pilín León - Miss Barinas - Mariela Pérez Rodríguez - Miss Bolívar - Miúrica Yánez Callender - Miss Carabobo - Diana Iturriza - Miss Departamento Vargas - Irama Muñoz Silva - Miss Distrito Federal - Miriam Quintana - Miss Falcón - Leonor Fernández Páez - Miss Guárico - Roxana Mangieri | - Miss Lara - Úrsula Remien - Miss Mérida - Yajaira Broccolo - Miss Miranda - Irene Sáez Conde - Miss Monagas - Yesenia Maurera - Miss Portuguesa - Olga Martínez - Miss Sucre - Zulay Lorenzo - Miss Táchira - Dulce Leonor Porras - Miss Trujillo - Hodalys Paiva - Miss Zulia - Ana Verónica Muñoz Chacín |

### Cuadro final del Miss Venezuela 1981
Cuadro final
- 1. Irene Sáez, Miss Miranda. (Miss Venezuela)
- 2. Pilin León, Miss Aragua. (1° Finalista) asume el título (Miss World Venezuela)
- 3. Miriam Quintana, Distrito Federal. (2° Finalista)
- 4. Norys Cristina Silva Correa, Apure.
- 5. Irama Mercedes Muñoz Silva, Departamento Vargas.
- 6. Ana Verónica Muñoz Chacín, Zulia.
- 7. Miúrica Yánez Callender, Bolívar. (Miss amistad y Miss elegancia)

### Bandas especiales
- Maricel Azpúrua Laguna, Miss Amazonas. (Miss simpatía)
- Miúrica Yánez Callender, Miss Bolívar. (Miss amistad y Miss elegancia)

## Participación en el Miss Mundo 1981
Cuadro final (12 de noviembre de 1981).
- 1   Venezuela  Carmen Josefina "Pilin" León Crespo  Reina de las Américas
- 2   Colombia  Nini Johanna Soto González
- 3   Jamaica  Sandra Ángela Cunningham

finalista
- 4   Brasil  Maristela Silva Grazzia
- 5   Reino Unido  Michele Donnelly Reina de Europe
- 6   Australia  Melissa Hannan  Reina de OceanÍa
- 7   Estados Unidos  Lisa Lynn Moss

Semifinalistas
- Argentina Ana Helen Natali
- Bélgica Dominique Van Eeckhoudt
- Canadá Earla Stewart
- Irlanda Geraldine Mary McGrory
- Japón Naomi Kishi  Reina de Asia
- México Doris Pontvianne Espinoza
- Trinidad y Tobago Rachel Ann Thomas
- Zimbabue Juliet Nyathi  Reina de África

Premios especiales
- Miss Personalidad Miss México Doris Pontvianne Espinoza
- Miss Fotogenica Miss Australia  Melissa Hannan